# Kirchohmfeld
Kirchohmfeld ist ein Stadtteil von Leinefelde-Worbis im Landkreis Eichsfeld in Thüringen.

## Lage

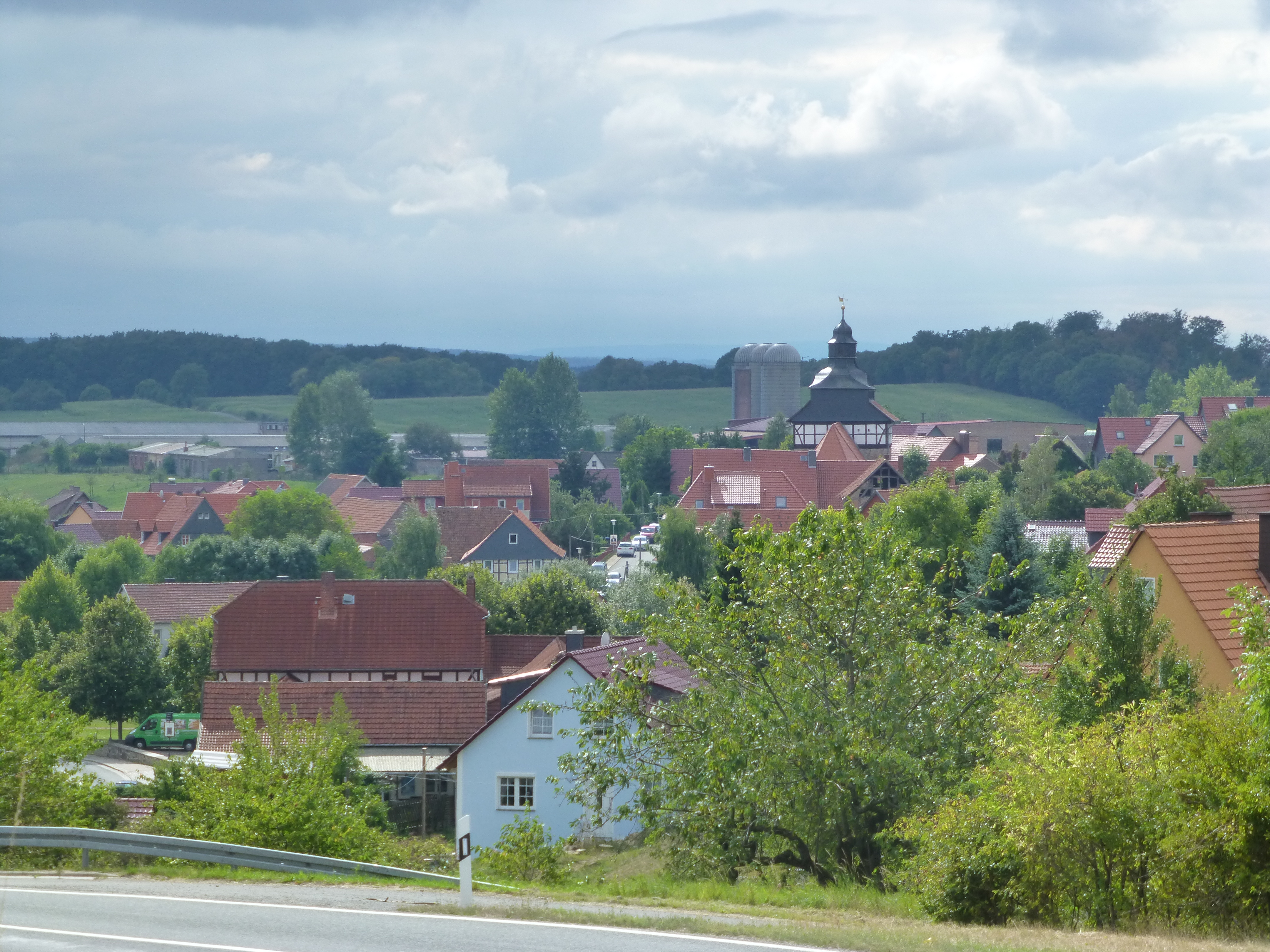
Blick über Kirchohmfeld

Der Ort Kirchohmfeld befindet sich am Südwestrand des Ohmgebirgsplateaus, etwa zwei Kilometer nördlich von Worbis. Weitere Nachbarorte sind Kaltohmfeld im Nordosten und Wintzingerode im Westen. Die kleinen Ortsteile Adelsborn und Bodenstein mit der Burg Bodenstein liegen unweit nordöstlich von Kirchohmfeld.
Durch den Ort verläuft der Flutgraben, ein Zufluss des Ritterbaches, der in Worbis in die Wipper mündet. Höchste Erhebung in der Umgebung ist der Bornberg (529,7 m) nördlich des Ortes. Wegen der etwas geringeren Höhenlage gegenüber Kaltohmfeld wurde der Ort früher auch Warmohmfeld genannt.
Verkehrsmäßig angeschlossen ist der Ort über die Landesstraßen L 1012 und L 2055.

## Geschichte

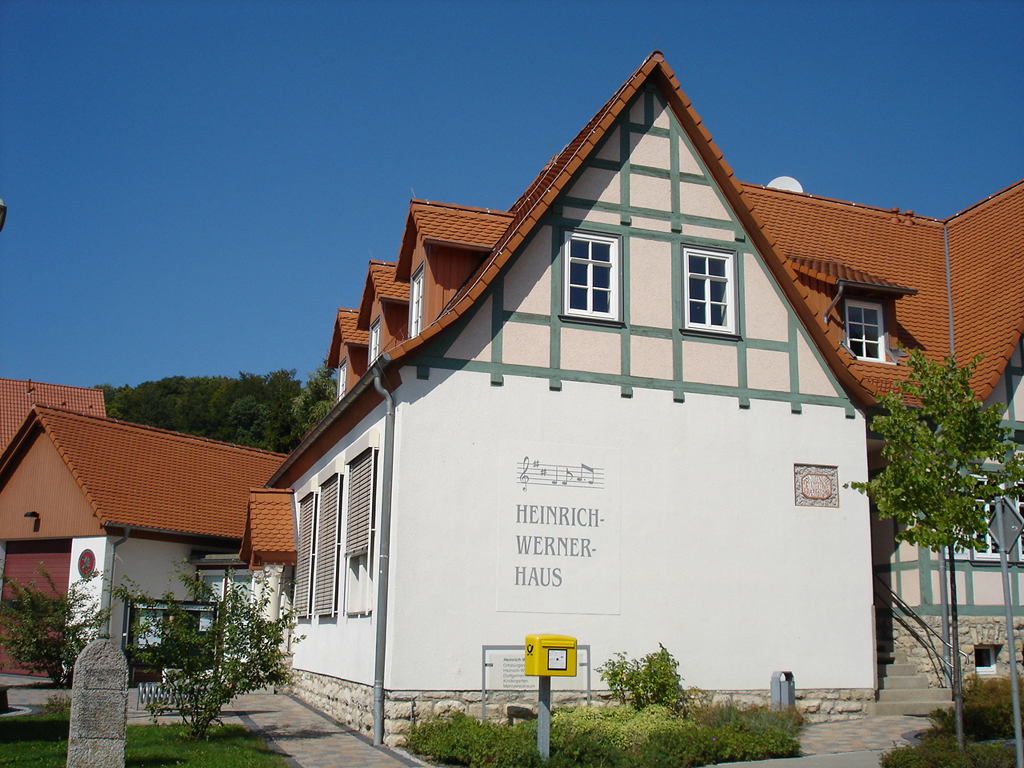
Heinrich-Werner-Haus in Kirchohmfeld

Die erste urkundliche Erwähnung Kirchohmfelds (Warmohmfeld, Kirchenohmfelde) stammt aus dem Jahre 1217. Seit 1448 unterstand Kirchohmfeld denen von Wintzingerode.
Der wüste Ort wurde um 1515 bis 1554 von Hans von Wintzingerode als eigenständiger Gutsbezirk aufgebaut. Um 1539 begann man schon wieder mit der Besiedlung. Am 2. Oktober 1800 wurde der Komponist Heinrich Werner hier geboren. Der kastellartige Gutskomplex und das Gutshaus „Adelsborn“ dienten als Wehranlage und Wirtschaftshof dann bis 1945 als Sitz der Herren von Wintzingerode. Das Rittergut wurde im Zuge der sog. Bodenreform konfisziert und der Eigentümer Wilhelm Freiherr von Wintzingerode-Knorr vertrieben. Kurz darauf wurde das Schloss bis auf die Grundmauern abgerissen.
Durch die Zugehörigkeit zum Herrschaftsbereich derer von Wintzingerode wurde der Ort evangelisch. Im Ort befindet sich eine evangelische Kirche. Zu Kirchohmfeld gehörten bis zum Zusammenschluss der Gemeinde am 30. Juni 1994 mit der Stadt Worbis die Ortsteile Kaltohmfeld, Adelsborn und Bodenstein.

### Adelsborn
Adelsborn wurde im Jahr 1337 erstmals urkundlich erwähnt. Hier soll bereits eine mittelalterliche Burganlage existiert haben, die im Bauernkrieg zerstört wurde. Anfang des 16. Jahrhunderts wurde der Besitz der Familie Wintzingerode geteilt und zwischen Bodenstein und Kirchohmfeld das Gut Adelsborn errichtet. Um 1750 herum unbewohnt, wurde es ab 1796 wieder aufgebaut. Die Siedlung entstand um den Gutshof herum. Nach der Bodenreform wurde das Gutsgebäude 1948 abgerissen. Heute existiert vom eigentlichen Gutshof noch der Torbogen mit der Jahreszahl 1554. Etwas abseits im Wald befindet sich noch die Grabstätte Adelsborn.

## Politik

### Ortsbürgermeister

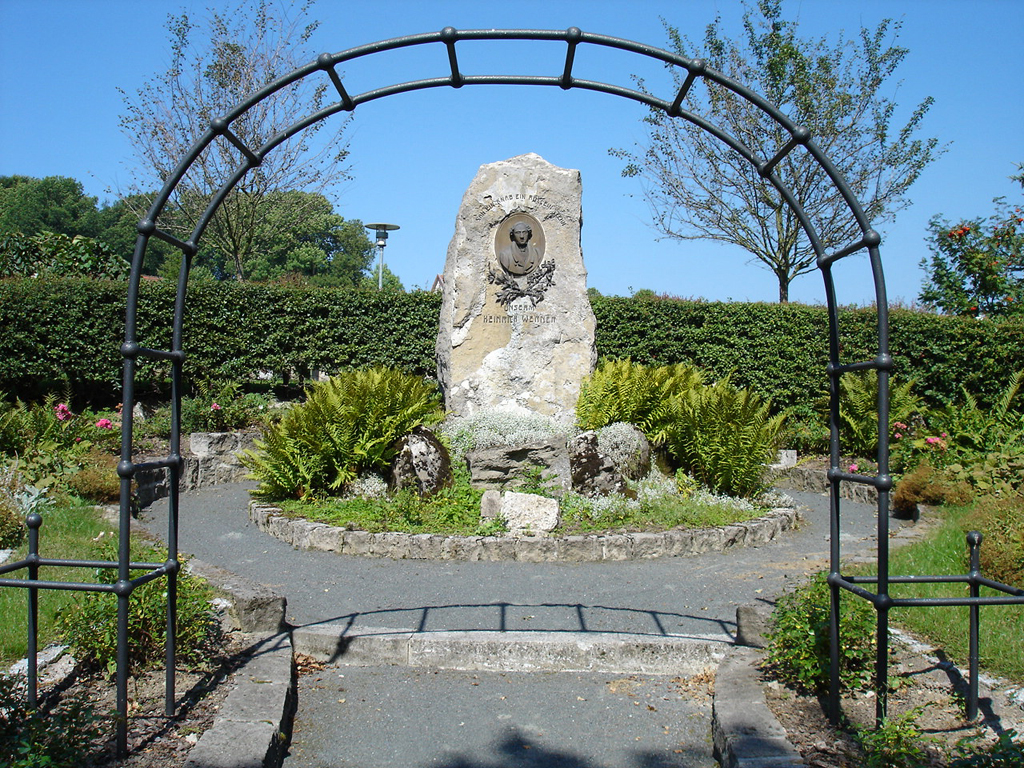
Das Heinrich-Werner Denkmal

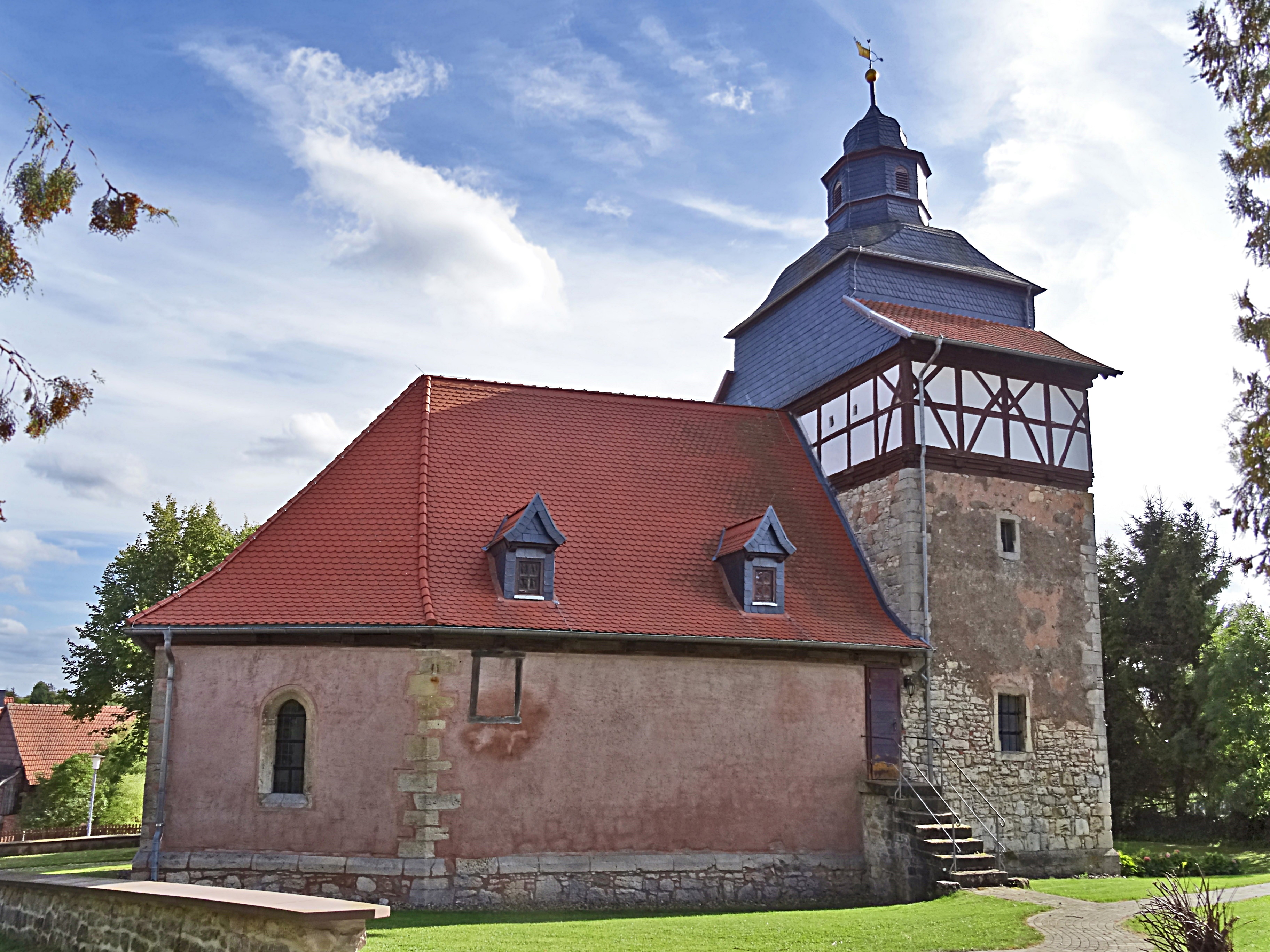
Die Kirche St. Judas Thaddäus in Kirchohmfeld

Als Ortsteilbürgermeister von Kirchohmfeld wurde Frau Renate Tüngerthal gewählt.

## Persönlichkeiten
- Levin von Wintzingeroda-Knorr (1830–1902), Politiker
- Heinrich Werner (1800–1833), Komponist

## Sehenswürdigkeiten
Zu den Sehenswürdigkeiten von Kirchohmfeld zählen:
- Heinrich-Werner-Stube und -Denkmal
- Evangelische Kirche St. Judas Thaddäus
- zahlreiche Fachwerkhöfe
- Anglerteich in der Ortsmitte
- Unterhof der Grafen von Wintzingerode